# Église Notre-Dame de Lagastet
L'église Notre-Dame de Lagastet se situe sur la commune d'Aurice, dans le département français des Landes.

## Présentation
L'église Notre-Dame de Lagastet, construite par les barons d'Estignols, est le lieu de conservation  d'un bénitier gallo-romain et d'un hôtel en bois doré provenant de la chapelle de l'ancien château d'Estignols. Au bout de l'allée de platanes se trouve une statue de la vierge. L'histoire locale rappelle que cette statue fut édifiée pour arrêter les puits de se tarir et les sources de disparaître. Chaque année une procession l'honorait jusqu'au début du XXe siècle.